# Ordine della gloria del lavoro (Moldavia)
L'Ordine della gloria del lavoro è un'onorificenza della Moldavia.

## Storia
L'ordine è stato istituito il 30 luglio 1992.

## Assegnazione
L'ordine è assegnato per premiare il lavoro eccezionale, l'attività pubblica e i contributi importanti e significativi nei campo della cultura, della scienza, dello sport, della vita pubblica o socio-economica.

## Insegne
- L'insegna è una stella a otto punte di tombac, leggermente convessa e placcata in oro. Quattro raggi rappresentano spighe di grano. Al centro vi è una ruota dentata stilizzata in rilievo in argento placcato. Nella sua parte superiore è impressa la scritta "GLORIA MUNCII" e su quella inferiore la scritta "MOLDOVA". Al centro della ruota vi è l'immagine in rilievo della bandiera della Moldavia. Dietro la bandiera ci sono due rami d'alloro dorati. Il diametro dell'insegna è di 45 mm. L'insegna ha sul rovescio un perno filettato con un dado per il fissaggio ai vestiti.
- Il nastro è giallo con bordi per metà blu e metà rossi.